# French Open 1964 (Badminton)
Die French Open 1964 im Badminton fanden vom 11. bis zum 12. April 1964 in Paris statt. Es war die 36. Auflage des Championats.

## Finalresultate
| Disziplin    | Sieger                       | Finalist                           | Ergebnis    |
| ------------ | ---------------------------- | ---------------------------------- | ----------- |
| Herreneinzel | Oon Chong Jin                | Oon Chong Teik                     | 15-8, 15-7  |
| Dameneinzel  | Imre Rietveld                | Agnes Geene                        | 12-11, 11-1 |
| Herrendoppel | Oon Chong Teik Oon Chong Jin | P. Nørgaard R. Rex-Matson          | 15-4, 15-2  |
| Damendoppel  | Julie Charles Imre Rietveld  | Bep Verstoep June van der Willigen | 15-2, 15-8  |
| Mixed        | Oon Chong Jin Julie Charles  | Jörgen Herlevsen Henriette Ernst   | 15-3, 15-1  |